# Зіґфрід Маркус
Зіґфрід Маркус (нім. Siegfried Marcus, повне ім'я Siegfried Samuel Marcus; 1831—1898) — німецько-австрійський механік і винахідник; автор кількох автомобілів з бензиновим двигуном.

## Біографія
Народився 18 вересня 1831 року в місті Мальхін в єврейській купецькій сім'ї. Його батько Ліпман Маркус (1791-1855) був одним з керівників єврейської громади Мальхіна, мати — Роза Маркус (уроджена Філіп, 1796-1859) — походила з Карлскруни. 
Навчався механіки в Mechaniker Lilge рідного міста. У 1845 році вирушив у Гамбург, звідти переїхав до Берліна і працював у нещодавно заснованій майстерні Siemens und Halske (нині - компанія Siemens). Щоб уникнути військової служби в Прусській армії, Маркус виїхав до Австрії. В 1852 році він оселився у Відні і перебував тут до кінця життя. У Відні спочатку працював у майстерні механіка Карла Крафта,  згодом, 1854 року, працював механіком у лабораторії Імператорського фізичного інституту (нині Віденський технічний університет). З 1855 до 1856 року Маркус працював у Геологічній службі Австрії. 

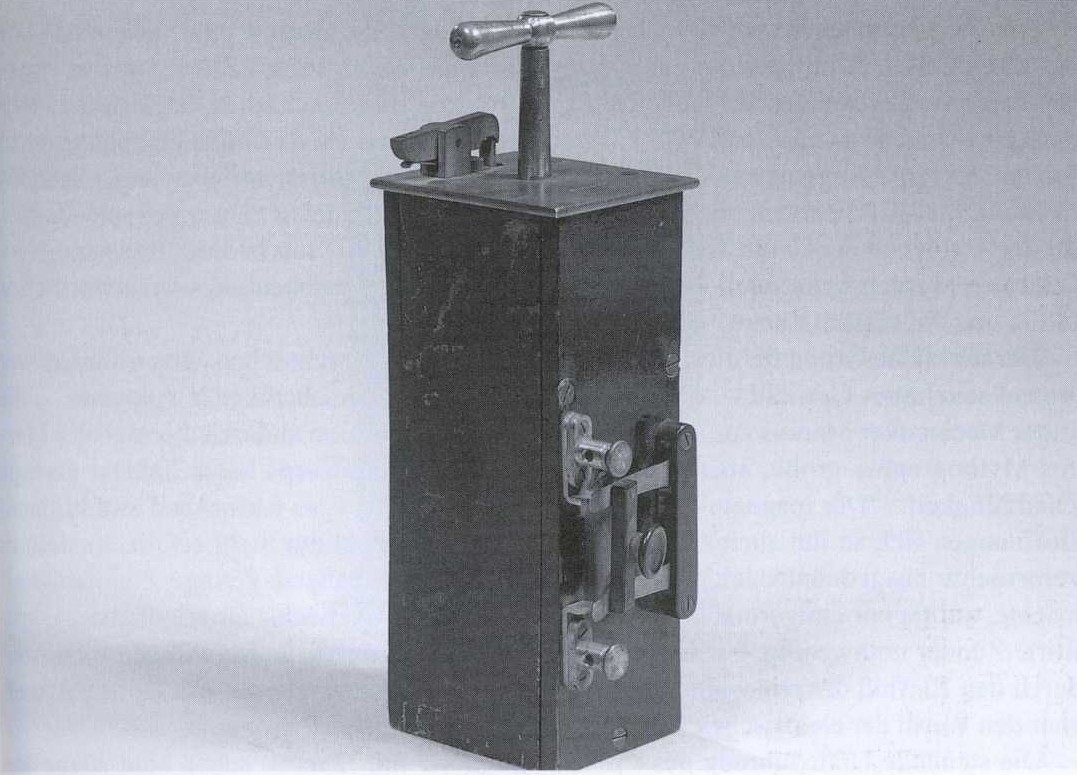
Вибухова машинка «Wiener Zünder»

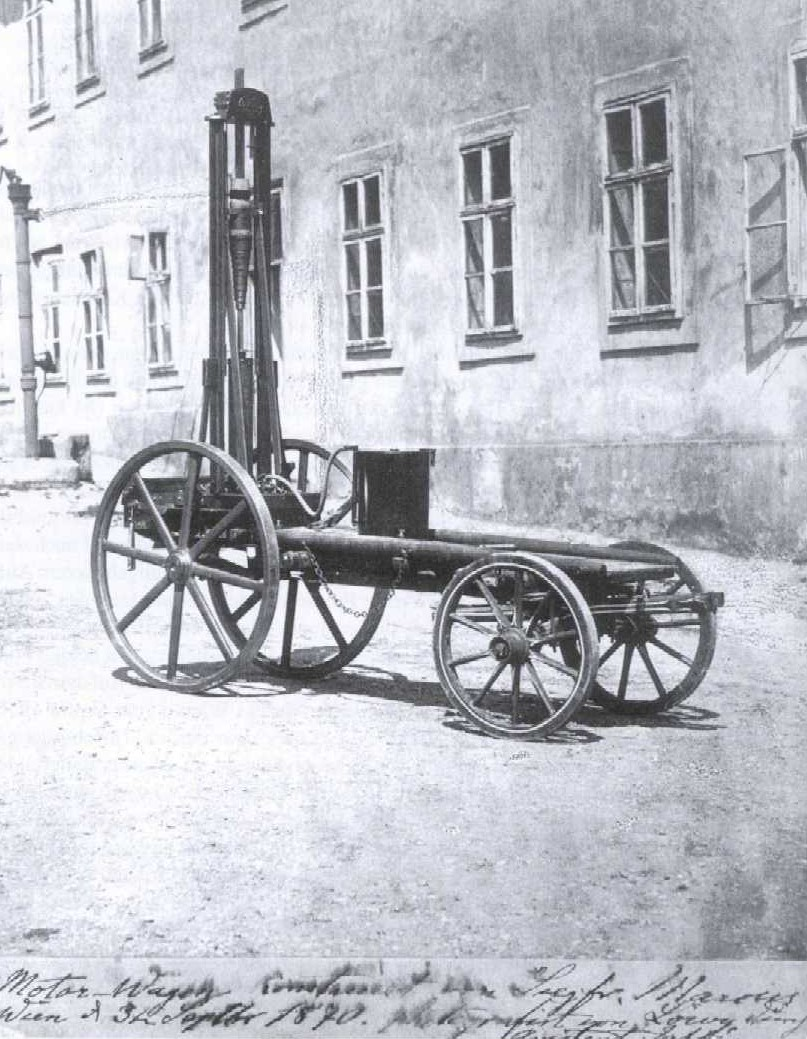
Перший автомобіль Маркуса з бензиновим двигуном

У 1856 році він відкрив власну майстерню з виготовлення механічного й електричного обладнання, яку назвав Telegraphenbauanstalt. Тут він конструював і виробляв телеграфні апарати, вибухові машини, детонатори електричні для військових і цивільних цілей, електричні і бензинові освітлювальні прилади та інше обладнання. Випуском цих пристроїв і продажем своїх численних патентів Зіґфрід Маркус заробляв на життя.
Його карбюратори і бензинові двигуни, особливо два його автомобілі, зробили його знаменитим. Загалом Маркус зареєстрував понад 130 патентів у багатьох галузях техніки в 16 країнах. Він ніколи не подав заявку на патент автомобіля, проте 1864 року став першим, хто використав бензин для приведення в рух транспортного засобу. На Всесвітній паризькій виставці 1867 року він отримав срібну медаль, також був нагороджений австрійським імператором Францом Йосифом I.
Через єврейське походження ім'я Зіґфріда Маркуса замовчували під час нацистської диктатури.
Помер 1 липня 1898 року у Відні і був похований на кладовищі віденського округу Гюттельдорф у районі Пенцінг. Пізніше його останки були перенесені в «Почесні могили» центрального віденського цвинтаря.
Спадкоємцем Зіґфріда Маркуса стала його супутниця життя (Lebensgefährtin) Елеонора Бареш (Eleonora Baresch) і їхні дві дочки — Елеонора Марія (Eleonora Maria) і Роза Марія Анна (Rosa Anna Maria). 
Багато австрійських міст мають вулиці Зіґфріда Маркуса. У 1925 році на його честь було названо вулицю Marcusgasse в Пенцінгському районі Відня.